# Malmaön

Malmaön är en cirka 100 hektar stor halvö i Värmdö socken och kommun i Uppland. 
Malmaön är landfast med Fågelbrolandet i väster och vetter ut mot Nämdöfjärden i öster. Det före detta sundet mellan Malmaön och Fågelbrolandet utgör idag två djupa och smala vikar, Korshamnsmaren i norr och Korshamnsviken i söder, som båda utgör goda naturhamnar. På Malmaöns nordspets, Stångbergsudd, ligger Korshamns naturreservat som är känt för sina omkring 15 jättegrytor, varav den största mäter sex meter i diameter.
Malmaön brukades från mitten av 1700-talet fram till ungefär 1930 av de boende på Skepparviken, ett torp under Fågelbro gård. Till torpet hörde en hamn, Gisthamnen. Att ”gista nät” är ett äldre uttryck för att torka nät, vilket var precis vad man gjorde här.. Torpet såldes 1931 och styckades upp i tre fastigheter, varav en senare kom att ägas av skådespelaren Edvin Adolphson Numera ägs ön av Fortifikationsverket, och klassas som skyddsvärt objekt av Naturvårdsverket.